# مات كيندت
مات كيندت (بالإنجليزية: Matt Kindt)‏ هو فنان قصص مصورة ومصمم جرافيك أمريكي، ولد في 1973 في سانت لويس في الولايات المتحدة.

## وصلات خارجية
- الموقع الرسمي